# Bonke Innocent
Bonke Innocent, född 20 januari 1996 i Kaduna, är en nigeriansk fotbollsspelare som spelar för Lorient.

## Klubbkarriär
Innocent spelade fotboll för Bujoc Sport FC i Nigeria. I augusti 2014 värvades han av norska Lillestrøm SK. Innocent debuterade i Tippeligaen den 2 november 2014 i en 4–0-vinst över Bodø/Glimt, där han byttes in i den 86:e minuten mot Marius Lundemo. Totalt spelade Innocent 54 seriematcher för Lillestrøm.
Den 2 augusti 2017 värvades Innocent av Malmö FF, där han skrev på ett 4,5-årskontrakt. I januari 2022 meddelade klubben att hans kontrakt inte skulle förnyas. Den 18 januari 2022 värvades Innocent av Lorient, där han skrev på ett 3,5-årskontrakt.

## Landslagskarriär
I augusti 2021 blev Innocent för första gången uttagen i Nigerias landslag. Han debuterade den 7 september 2021 i en 2–1-vinst över Kap Verde i VM-kvalet.

## Meriter
Malmö FF
- Allsvenskan: 2017, 2020, 2021